# Mycomya fuscicornis
Mycomya fuscicornis är en tvåvingeart som beskrevs av Freeman 1951. Mycomya fuscicornis ingår i släktet Mycomya och familjen svampmyggor. Inga underarter finns listade i Catalogue of Life.